# Euornithocheira
De Euornithocheira zijn een groep pterosauriërs behorend tot de Ornithocheiroidea.
De Britse paleontoloog David Unwin bemerkte in zijn kladistische analyses dat de Ornithocheiridae en de Pteranodontidae samen een klade, een monofyletische afstammingsgroep vormden. In 2003 benoemde hij deze groep als de Euornithocheira ("ware ornithochiren"). Unwin definieerde de klade als: de groep bestaande uit de laatste gemeenschappelijke voorouder van Ornithocheirus mesembrinus en Pteranodon longiceps en al zijn afstammelingen.
Unwin gaf de volgende drie synapomorfieën, gedeelde nieuwe eigenschappen, van de groep: de achterrand van de fenestra antorbitalis is hol; de onderkant van de oogkas is vlak; de gewrichten tussen de ravenbeksbeenderen en het borstbeen liggen naast elkaar in plaats van achter elkaar.
De Euornithocheira zijn de zustergroep van Istiodactylus en moeten zich uiterlijk in het vroeg-Krijt hebben afgesplitst. Ze bestaan grotendeels uit zeer grote vormen die zich sterk hebben aangepast aan de zweefvlucht.